# Kannuru, Sorab
Kannuru là một làng thuộc tehsil Sorab, huyện Shimoga, bang Karnataka, Ấn Độ.